# Двинський (Верхньотоємський район)
Двинський (рос. Двинской) — селище в Верхньотоємському районі Архангельської області Російської Федерації.
Населення становить 2543 особи. Входить до складу муніципального утворення Верхньотоємський муніципальний округ.

## Історія
До 1 червня 2021 року входило до складу муніципального утворення Двинське муніципальне утворення.

## Населення
| 1979 | 1989  | 2002  | 2010  |
| ---- | ----- | ----- | ----- |
| 2584 | ↗3263 | ↘2958 | ↘2543 |